# Stenoporpia badia
Stenoporpia badia là một loài bướm đêm trong họ Geometridae.